# 리메즈 엔터테인먼트의 음반
이 문서는 리메즈 엔터테인먼트(현 레이벡스)에서 발매한 음반 목록이다.

## 2010년대
- 2016년 9월 8일 반하나 - [Digital Single] 어떤말로도
- 2016년 12월 1일 반하나 - [Digital Single] 그리움만[1]
- 2017년 1월 13일 반하나 - 저 하늘에 태양이 OST Part.11[2]
- 2017년 1월 31일 반하나 - [Digital Single] 마음이 울컥
- 2017년 2월 5일 반하나 - [Digital Single] 싱포유 - 네번째이야기 가족을 부탁해
- 2017년 3월 31일 반하나 - 그 여자의 바다 OST Part.5
- 2017년 4월 12일 반하나 - 빛나라 은수 OST Part.20[3]
- 2017년 8월 30일 반하나 - [Digital Single] 너만 들려주는 음악 Vol.2 보통의 연애
- 2017년 9월 29일 반하나 - 보그맘 OST Part.3
- 2017년 10월 6일 이준호 - [Digital Single] 지워볼게
- 2017년 11월 18일 반하나 - 우리
- 2017년 11월 28일 장덕철 - [Digital Single] 그날처럼
- 2017년 12월 11일 40 - Blue Dawn
- 2018년 2월 9일 이준호 - [Digital Single] 퇴근 버스
- 2018년 2월 22일 반하나 - [Digital Single] 노래방에서
- 2018년 3월 12일 장덕철 - [Digital Single] 투유 프로젝트 - 슈가맨2 Part.8[4]
- 2018년 4월 8일 40 - [Digital Single] 너에게 꽃이다
- 2018년 7월 6일 장덕철 - Group
- 2018년 9월 21일 이준호 - [Digital Single] 헤어지는 날
- 2018년 10월 15일 반하나 - [Digital Single] 그 날의 온도
- 2018년 10월 24일 덕인 - [Digital Single] 세렌디피티
- 2018년 11월 28일 장덕철 - 황후의 품격 OST Part.1
- 2018년 12월 20일 장덕철 - [Digital Single] 알았다면
- 2019년 2월 5일 이준호 - [Digital Single] 나만
- 2019년 2월 25일 닐로 - [Digital Single] 29
- 2019년 3월 2일 반하나 - [Digital Single] 겨울 끝[5]
- 2019년 3월 5일 장덕철 - [Digital Single] 시작됐나,봄
- 2019년 3월 11일 장덕철 - 눈이 부시게 OST Part.5
- 2019년 6월 6일 덕인 - 문과감성
- 2019년 7월 8일 반하나 - 바람이 분다 OST Part.6
- 2019년 7월 21일 이준호 - [Digital Single] 인연
- 2019년 8월 26일 닐로 - [Digital Single] 벗
- 2019년 10월 9일 장덕철 - [Digital Single] 있어줘요
- 2019년 11월 26일 장덕철 - [Digital Single] 싫다 (너만 들려주는 연애 Vol.1)
- 2019년 11월 30일 반하나 - [Digital Single] 처음부터 만나지 않았더라면

## 2020년대
- 2020년 2월 16일 반하나 - [Digital Single] 그 남잔 말야
- 2020년 3월 16일 이준호 - [Digital Single] 신호등
- 2020년 3월 25일 반하나 - [Digital Single] 그런일은
- 2020년 4월 16일 장덕철 - [Digital Single] 그대만이
- 2020년 6월 16일 닐로 - About Me
- 2020년 8월 23일 반하나 - 연애의 참견 시즌3 OST - Part.16
- 2021년 1월 10일 반하나 - [Digital Single] 한 여자가
- 2021년 4월 27일 닐로 - [Digital Single] 들려줄게
- 2021년 5월 30일 반하나 - [Digital Single] 벌써 일년[6]
- 2021년 6월 9일 반하나 - [Digital Single] 새로운 사랑에게
- 2021년 9월 5일 반하나 - [Digital Single] 설레이지 않아도
- 2022년 6월 19일 반하나 - [Digital Single] 오늘까지만
- 2022년 10월 13일 반하나 - [Digital Single] 몹쓸 사랑
- 2023년 11월 19일 반하나 - [Digital Single] 파도
- 2023년 1월 29일 장덕철 - [Digital Single] 너라서 다 좋았나 봐
- 2024년 1월 14일 장덕철 - [Digital Single] 처음
- 2024년 2월 18일 장덕철 - [Digital Single] 불쑥
- 2024년 5월 12일 반하나 - [Digital Single] 전화번호
- 2024년 12월 4일 반하나 - [Digital Single] 그대가 나를 본다면 (2024)
- 2024년 12월 20일 닐로 - [Digital Single] 너에게
- 2025년 2월 5일 장덕철 - [Digital Single] 별 헤는 밤